# Distretto di Janikhel
Il distretto di Janikhel è un distretto dell'Afghanistan appartenente alla provincia della Paktika.